# Guadalupealk
Der Guadalupealk (Synthliboramphus hypoleucus) oder auch Lummenalk ist eine kleine Art aus der Familie der Alkenvögel. Innerhalb dieser Familie hat der Guadalupealk, der im nördlichen Pazifik vorkommt, eines der südlichsten Verbreitungsgebiete. Er brütet auf Inseln vor der Küste Kaliforniens und Mexikos. Obwohl diese Art nur ein sehr kleines Verbreitungsgebiet hat, werden zwei Unterarten beschrieben.
Die IUCN stuft den Guadalupealk wegen seines begrenzten Vorkommens und des Bestandsrückgangs der letzten Jahre als gefährdet (englisch vulnerable) ein.

## Erscheinungsbild
Der Guadalupealk ist mit 24 cm Körperlänge einer der kleinsten und zudem ein verhältnismäßig schlanker Alkenvogel mit einem schwarz-weißen Gefieder. Es gibt keinen jahreszeitlichen Unterschied im Gefieder. Die Beine setzen sehr weit hinten am Körper an, so dass er sich an Land nur sehr ungeschickt bewegt. Das durchschnittliche Gewicht brütender Vögel beträgt 171 g, wobei Weibchen geringfügig schwerer sind als die Männchen.
Die Oberseite ist vollständig schwarz. Frisch vermausertes Gefieder hat einen leicht bläulichen Glanz, abgenutztes Gefieder wirkt gräulich. Die Körperunterseite ist weiß. Der kleine und spitze Schnabel ist schwarz. Die Beine und die Zehen sind leicht bläulich, die Schwimmhäute sind schwarz und die Iris ist braun. Guadalupealken fliegen mit schnellem Flügelschlag. Sie können von der Wasseroberfläche ohne Anlauf auffliegen.
Jungvögel gleichen adulten Vögeln, haben jedoch an den Flanken undeutliche Querstreifen sowie einen etwas kürzeren Schnabel als adulte Vögel.
Innerhalb seines Verbreitungsgebietes kann der Guadalupealk mit dem Craverialk sowie im Winter mit dem Marmelalk verwechselt werden. Die rein weiße Körperunterseite und die helleren Unterflügel unterscheiden den Lummenalk jedoch von diesen beiden Arten. Marmelalken haben außerdem einen deutlich kürzeren Schnabel.

## Verbreitungsgebiet

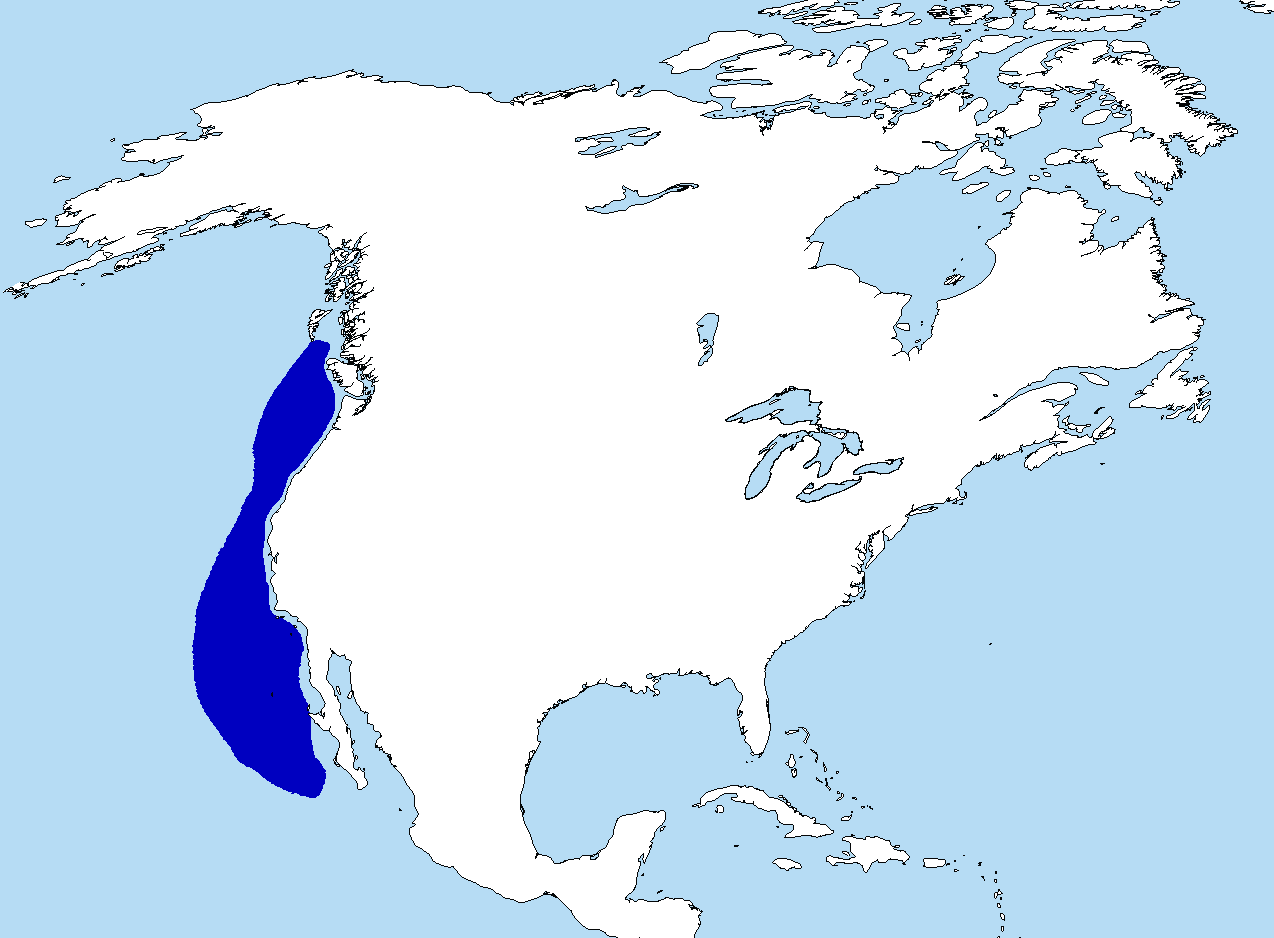
Verbreitungsgebiet des Guadalupealks (dunkelblau)

Gemeinsam mit dem Craverialk hat diese Art unter allen Alkenvögeln die südlichsten Verbreitungsgebiete. Die Brutgebiete liegen auf den kalifornischen Channel Islands, auf Guadalupe und auf weiteren Inseln vor der Küste Niederkaliforniens. Der Guadalupealk hält sich damit an Gewässern auf, deren Oberflächentemperatur mehr als 12 Grad Celsius beträgt. Außerhalb der Brutzeit lebt er auf dem offenen Meer, nördlich reicht die Verbreitung dann bis in das Gebiet von British Columbia.

## Nahrung
Bei den Tauchgängen zur Nahrungssuche folgen Guadalupealken oft größeren Raubfischen, wie beispielsweise dem Thunfisch, und fangen dabei kleinere Fische. Beim Tauchen benutzen die Vögel ihre Flügel, die sie mit kraftvollen Schlägen voranbringen. Guadalupealken werden auch außerhalb der Brutzeit oft paarweise gesehen und es wird vermutet, dass sie auch gemeinsam jagen.
Während der Fortpflanzungszeit liegen die Nahrungsgründe der Guadalupealken in der Nähe ihrer Brutgebiete, überwiegend über den Kontinentalschelfen. Detaillierte Studien vor den kalifornischen Küsten haben nachgewiesen, dass Guadalupealken im Frühjahr und Sommer vor allem zwischen dem 35. und 43. nördlichen Breitengrad anzutreffen sind. Während des Herbstes ist ihr Verbreitungsgebiet größer. Sie halten sich dann meist mehr als 50 Kilometer von der Küstenlinie entfernt auf.

## Fortpflanzung

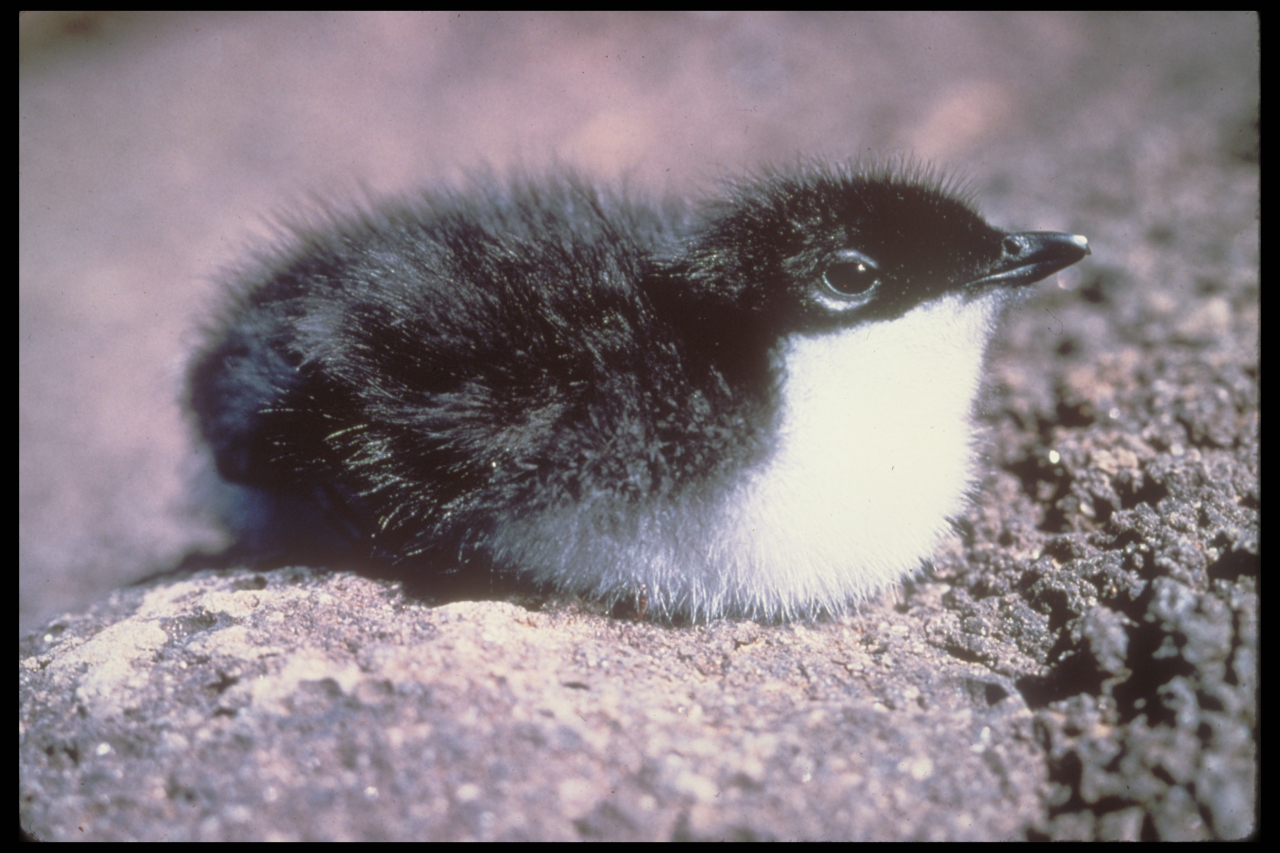
Küken des Guadalupealks

Die Kolonien finden sich auf kleinen, niederschlagsarmen Inseln mit spärlicher und meist dorniger Vegetation. Die meisten Kolonien sind weniger als 200 Meter von der Küstenlinie entfernt. Die Brutorttreue ist hoch. In einer Studie nutzte ein Großteil der beringten Brutvögel denselben Niststandort drei Jahre hintereinander. Die einzelnen Nester liegen unterschiedlich weit auseinander, was für Alkenvögel, die häufig in dichten Kolonien brüten, eher ungewöhnlich ist. Guadalupealken gehören außerdem zu den wenigen Alkenvögeln, bei denen Nachgelege vorkommen. Es gibt zudem zwölf belegte Fälle, in denen Zweitbruten auftraten.
Guadalupealken brüten in kleinen Höhlen, in Felsnischen oder unter Büschen in offenen Kolonien. Sie nutzen auch aufgegebene Baue von Kaninchen und Kaninchenkäuzen. Später im Jahr nutzen Sturmschwalben gelegentlich die Baue von Guadalupealken für ihre Brut. Die Fortpflanzungszeit ist verhältnismäßig wenig synchronisiert. Auf Santa Barbara Island zeigte eine Studie, dass Guadalupealken 80 Prozent der Eier über einen Zeitraum von 24 bis 47 Tagen legen. Die früheste Eiablage erfolgte auf dieser Insel am 22. Februar, der Höhepunkt der Eiablage fiel in den Zeitraum vom 21. März bis 21. April. Die letzten Eier wurden Mitte Juni gelegt. Die Eier sind elliptisch bis oval und auf weißlichem bis olivbraunem Grund grau und braun gefleckt und grob gesprenkelt. Auf Santa Barbara Island wiesen 69 Prozent der Nester zwei Eier auf, 25 Prozent der Gelege bestanden aus einem Ei. Es wurden auch größere Gelege gefunden, jedoch handelt es sich dabei vermutlich um ein von zwei oder mehr Weibchen genutztes Nest. Die Bebrütung der Eier beginnt gewöhnlich zwei Tage nach der Ablage des zweiten Eis. Die Brutdauer beträgt durchschnittlich 31 Tage. Jungvögel wiegen beim Schlüpfen durchschnittlich 23,8 Gramm. Sie werden bis zum Verlassen des Nestes gehudert und verlassen dieses am zweiten Tag nach dem Schlupf.
In Gefangenschaft aufgezogene Guadalupealken änderten 48 Stunden nach dem Schlupf ihr Verhalten deutlich. Während sie bis zu diesem Zeitpunkt ruhig in ihrem Nest blieben, zeigten sie danach ein sehr agiles Verhalten und liefen aufgeregt in ihren Nistboxen umher. Unter natürlichen Bedingungen werden sie zu diesem Zeitpunkt von den Elternvögeln auf hoher See geführt. Sie sind dann bereits sehr gute Schwimmer und an Land in der Lage, über Hindernisse zu klettern. Ihre weitere Entwicklung auf hoher See konnte bislang nicht dokumentiert werden. In Gefangenschaft aufgezogene Guadalupealken zeigten eine nur sehr langsame Gewichtszunahme und eine Veränderung des Gefieders erst am 17. Lebenstag.
Auf Santa Barbara Island wurden durchschnittlich 72 Jungvögel pro 100 Nestern flügge. Weißfußmäuse sind für etwa 44 Prozent der Eiverluste verantwortlich. Weitere 14 Prozent der Gelege wurden von den adulten Vögel aufgegeben. Zu den Prädatoren der Guadalupealken, die Adulte und Jungvögel schlagen, zählen auf den Inseln eingeführte Säugetiere, Schleiereulen, Westmöwen und Wanderfalken. Einige adulte Guadalupealken sterben auch, weil sie sich an Land in der Vegetation verfangen. Da mehrere adulte Guadalupealken gefangen wurden, die ein Lebensalter von mehr als 14 Jahren erreicht hatten, wird davon ausgegangen, dass die Mortalitätsrate von Brutvögeln verhältnismäßig gering ist.

## Bestand
Die Bestandsaufnahme ist bei dieser Art schwierig, da die Nistplätze weit auseinander liegen und der Guadalupealk sehr versteckt lebt. Der Gesamtbestand wird jedoch auf weniger als 10.000 Vögel geschätzt, der Guadalupealk somit zu den am stärksten gefährdeten Alken gezählt.
Meeresverschmutzung stellt die größte Bedrohung der Guadalupealken dar. Ein Großteil des Gesamtbestands lebt in der von Tankern vielbefahrenen Gegend von Los Angeles und somit könnte eine einzige Havarie verheerende Folgen haben. Auch eingeschleppte Tiere wie Ratten und verwilderte Katzen stellen eine große Gefahr dar. Die Aufgabe einzelner Inseln vor Baja California als Brutgebiet und der deutliche Rückgang auf anderen Inseln ist vermutlich auf letztere zurückzuführen. Auf der Anacapa-Insel konnten die dort eingeführten Ratten mit Hilfe von vergifteten Ködern erfolgreich beseitigt werden. Guadalupealken werden von Schiffslichtern angezogen und kollidieren deswegen häufig mit Schiffen. Zudem haben ankernde Schiffen in der Nähe von Brutkolonien zu deutlichen Störungen der Brutaktivitäten geführt.

## Unterarten
Die Art gilt als monotypisch. Früher wurde der Kalifornienalk (Synthliboramphus scrippsi (Green & Arnold, 1939)) als eine Unterart betrachtet.

## Belege

### Einzelbelege
1. ↑  BirdLife Factsheet zum Guadalupealk, aufgerufen am 17. Oktober 2010
2. ↑  BirdLife Factsheet zum Guadalupealk, abgerufen am 17. Oktober 2010
3. ↑  Gaston et al., S. 205
4. ↑  Alderfer, S. 288
5. ↑  Gaston et al., S. 208
6. ↑  Gaston et al., S. 208
7. ↑  Gaston et al., S. 211
8. ↑  Gaston et al., S. 209
9. ↑  Gaston et al., S. 209
10. ↑  Gaston et al., S. 209
11. ↑  Gaston et al., S. 209
12. ↑  Gaston et al., S. 210
13. ↑  Gaston et al. S. 210
14. ↑  Gaston et al., S. 210
15. ↑  Gaston et al., S. 211
16. ↑  Gaston et al., S. 207 und S. 208
17. ↑  IOC World Bird List Noddies, skimmers, gulls, terns, skuas, auks